# Aminoxid

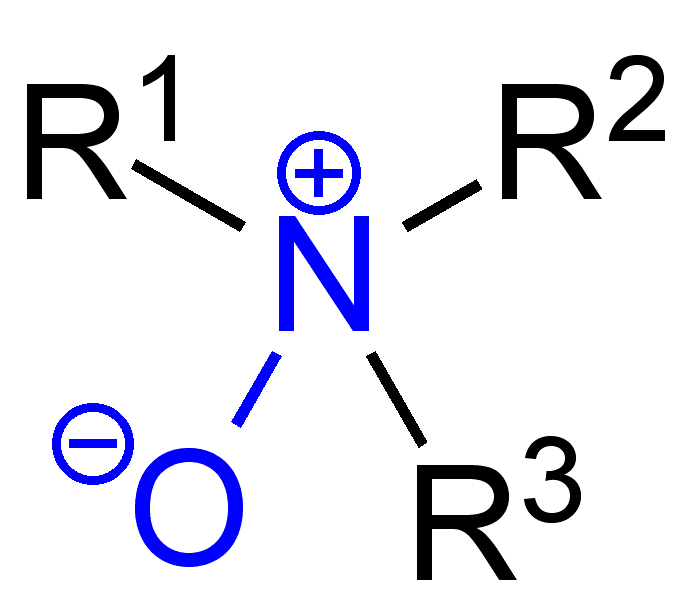
Structura generală a unui aminoxid

Un aminoxid, de asemenea cunoscut și ca oxid de amină sau N-oxid, este un tip de compus organic care conține grupa funcțională R3N+−O−, cu o legătură covalentă coordinativă N-O și trei legături covalente între atomul de azot și grupele R. Adesea, se scrie R3N→O. În sensul strict, termenul se referă doar la oxizi ai aminelor terțiare, dar mai poate fi folosit și pentru derivații aminelor primare și secundare.

## Obținere
Aminoxizii sunt preparați în urma reacției de oxidare a aminelor terțiare sau a derivaților de piridină. Agenții oxidanți folosiți sunt: peroxid de hidrogen (H2O2), acidul lui Caro sau peracizi, precum acidul meta-cloroperoxibenzoic.